# 크리스티나 바흐
크리스티나 바흐(Kristina Bach, 1962년 4월 7일 ~ )는 독일의 싱어송라이터이다.